# Стентонвілл (Теннессі)
Стентонвілл (англ. Stantonville) — місто (англ. town) в США, в окрузі МакНері штату Теннессі. Населення — 335 осіб (2020).

## Географія
Стентонвілл розташований за координатами 35°9′25″ пн. ш. 88°25′47″ зх. д. / 35.15694° пн. ш. 88.42972° зх. д. (35.156911, -88.429838).  За даними Бюро перепису населення США в 2010 році місто мало площу 2,87 км², уся площа — суходіл.

## Демографія
Згідно з переписом 2010 року, у місті мешкали 283 особи в 118 домогосподарствах у складі 80 родин. Густота населення становила 99 осіб/км².  Було 147 помешкань (51/км²).
Расовий склад населення:
| - 98,9 % — білих - 0,7 % — чорних або афроамериканців - 0,4 % — корінних американців |

До двох чи більше рас належало 0,0 %. Частка іспаномовних становила 2,1 % від усіх жителів.
За віковим діапазоном населення розподілялося таким чином: 19,1 % — особи молодші 18 років, 57,6 % — особи у віці 18—64 років, 23,3 % — особи у віці 65 років та старші. Медіана віку мешканця становила 45,7 року. На 100 осіб жіночої статі у місті припадало 108,1 чоловіків;  на 100 жінок у віці від 18 років та старших — 95,7 чоловіків також старших 18 років.
Середній дохід на одне домашнє господарство  становив 44 039 доларів США (медіана — 30 313), а середній дохід на одну сім'ю — 49 291 долар (медіана — 33 250). Медіана доходів становила 41 111 долар для чоловіків та 40 694 долари для жінок. За межею бідності перебувало 27,8 % осіб, у тому числі 54,0 % дітей у віці до 18 років та 24,7 % осіб у віці 65 років та старших.
Цивільне працевлаштоване населення становило 90 осіб. Основні галузі зайнятості: виробництво — 28,9 %, освіта, охорона здоров'я та соціальна допомога — 16,7 %, фінанси, страхування та нерухомість — 12,2 %, роздрібна торгівля — 11,1 %.